# Comuna Conop, Arad
Conop (în maghiară: Konop) este o comună în județul Arad, la limita între regiunile istorice Banat și Crișana, România, formată din satele Belotinț, Chelmac, Conop (reședința), Milova și Odvoș.

## Demografie
Componența etnică a comunei Conop
     Români (95,23%)
     Alte etnii (0,72%)
     Necunoscută (4,06%)
Componența confesională a comunei Conop
     Ortodocși (77,72%)
     Penticostali (14,79%)
     Baptiști (1,15%)
     Alte religii (2,19%)
     Necunoscută (4,15%)
Conform recensământului efectuat în 2021, populația comunei Conop se ridică la 2.096 de locuitori, în scădere față de recensământul anterior din 2011, când fuseseră înregistrați 2.258 de locuitori. Majoritatea locuitorilor sunt români (95,23%), iar pentru 4,06% nu se cunoaște apartenența etnică. Din punct de vedere confesional, majoritatea locuitorilor sunt ortodocși (77,72%), cu minorități de penticostali (14,79%) și baptiști (1,15%), iar pentru 4,15% nu se cunoaște apartenența confesională.

## Politică și administrație
Comuna Conop este administrată de un primar și un consiliu local compus din 11 consilieri. Primarul, Petrica Moldovan[*], de la Partidul Național Liberal, este în funcție din octombrie 2020. Începând cu alegerile locale din 2024, consiliul local are următoarea componență pe partide politice:
|  | Partid                          | Consilieri | Componența Consiliului | Componența Consiliului | Componența Consiliului | Componența Consiliului | Componența Consiliului | Componența Consiliului |
|  | ------------------------------- | ---------- | ---------------------- | ---------------------- | ---------------------- | ---------------------- | ---------------------- | ---------------------- |
|  | Partidul Național Liberal       | 6          |                        |                        |                        |                        |                        |                        |
|  | Partidul Social Democrat        | 4          |                        |                        |                        |                        |                        |                        |
|  | Alianța pentru Unirea Românilor | 1          |                        |                        |                        |                        |                        |                        |

## Atracții turistice
- Castelul "Konopy" din satul Odvoș
- Conacul "Ștefan Cicio Pop" din satul Conop, construcție secolul al XVIII-lea
- Zidurile mănăstirii "Eperyes" din satul Chelmac
- Ruinele exploatării miniere "Zidurile de la Tău" din satul Milova
- Tabăra școlară din Odveș

## Vezi și
- Castelul Konopi din Odvoș
- Drocea - Zarand (arie de protecție specială avifaunistică - Natura 2000).
- Zarandul de Vest (sit de importanță comunitară)